# Yuji Kimura
Yuji Kimura (født 5. oktober 1987) er en japansk fodboldspiller, som spiller for den japanske fodboldklub Mito HollyHock.